# Zalesie (hromada Monasterzyska)
Zalesie (ukr. Залісся, Zalissia; dawn. Zalesie Koropieckie) – wieś na Ukrainie, w obwodzie tarnopolskim, w rejonie czortkowskim.
Do 2020 w rejonie monasterzyskim.
W II Rzeczypospolitej wieś należała do gminy Zubrzec  w powiecie buczackim województwa tarnopolskiego. W 1939 r. liczyła 150 zagród i ok. 700 mieszkańców. Wierni rzymskokatoliccy, którzy stanowili 30% mieszkańców, należeli do parafii w Puźnikach. 
7 lutego 1944 r. oddział UPA, powracający z pogromu polskiej ludności w Baryszu, zapędził do drewnianej suszarni w Zalesiu ok. 70 Polaków i spalił ich żywcem. Po torturach zamordował też Ukraińca, który nie chciał zabić swojej matki, Polki. 